# Kondo Kanta
Kanta Kondo (sinh ngày 11 tháng 8 năm 1993) là một cầu thủ bóng đá người Nhật Bản.

## Sự nghiệp câu lạc bộ
Kanta Kondo đã từng chơi cho Ehime FC.